# 澳洲國民銀行
澳洲國民銀行（英語：National Australia Bank，縮寫為“NAB”），是一間澳洲的主要金融服務銀行，位列澳洲四大銀行之一，是世界第21大银行（据2019年的市值计算）；總部位於維多利亞州的墨爾本濱海港區，在全球10个国家开展业务，拥有3,500多家分行、7000多部自動櫃員機。标准普尔给予NAB，"AA-"的信誉评级。

## 歷史
澳大利亚國民銀行的前身是成立於1858年的“澳大拉西亞國民銀行”；最早业务主要集中在维多利亚州，期间一些区域性银行不断加入。1981年10月1日，与悉尼商業銀行（英語： Commercial Banking Company of Sydney）合併后，改为现名。
1858年10月4日，亚历山大·哥比（Alexander Gibb）和安德鲁·克魯克香克（Andrew Cruickshank）一起在墨爾本創立了澳大拉西亞國民銀行，並於同年在南澳州建立了第一個分行；隨後，向全澳推进——塔斯馬尼亞島分行（1859）、西澳大利亞分行（1866），新南威爾士分行（1885）和昆士蘭分行（1920）。当时，澳大拉西亞國民銀行获維多利亞政府授權，可以发行法定貨幣。
1859年，澳大拉西亞國民銀行的第一间海外分行在毛里求斯开业，但不到一年就被迫關閉了。随后，于1864年在伦敦设立分行，获得成功。1893年，澳大拉西亞國民銀行未能在銀行危機中幸免，被迫倒閉。当年6月23日，總經理富兰克·史密斯（Frank Grey Smith）將原本關門的銀行進行合併重組後，成爲一家有限責任公司再度营业。
在隨後的半個多世紀，澳大拉西亞國民銀行在兼併收購的過程中受到刺激而不斷壯大。1981年，澳大拉西亞國民銀行與悉尼商業銀行合併重組，成立澳大利亞國民商業銀行股份有限公司（英語：National Commercial Banking Corporation of Australia Limited），隨後更名為「澳大利亞國民銀行有限公司」（英語： National Bank of Australasia）。

## 主要經營地區
銀行的經營服務範圍主要集中在澳洲，紐西蘭，美國，英國；近年來開始大力開拓亞洲市場，包括東京，香港，新加坡等地均設有分部以及分行。
| 地区         | 部门                   | 概况 |
| ------------ | ---------------------- | --- |
| 澳大利亚     | 企业银行业务部         | - 澳大利亚最大的商务银行 - 雇员: 5,427 - 约700,000 客户 - 2011营业额: 澳币$24.45亿 |
| 澳大利亚     | 个人银行业务部         | - 澳大利亚第四大个人业务银行 - 雇员：8,705 - 约3百万客户（其中10万来自全资子公司UBank的客户） - 品牌：NAB, UBank, Homeside 以及Advantedge - 2011营业额：澳币$9.32亿                                |
| 澳大利亚     | UBank                  | - 网上零售银行 - 约$100亿储蓄 - 约10万客户 |
| 澳大利亚     | MLC & NAB 私人财富管理 | - 5,909 雇员 - 投资，养老金，保险以及个人理财规划 - 品牌：MLC, JBWere, Navigator, Plum, JANA, NAB Private Wealth - 2011营业额: 澳币$5.33亿                                                         |
| 英国         | 英国业务               | - Clydesdale Bank and Yorkshire Bank - 个人银行，企业银行，以及企业融资服务 - 雇员: 8,351 - 约2百万客户 - 2011营业额: 澳币$2.88亿                                                                  |
| 新西兰       | 新西兰银行             | - 新西兰银行 - 个人银行，企业银行，以及农业贷款、保险等 - 雇员: 4,641 - 约1百万客户 - 2011营业额: 澳币$4.69亿                                                                                      |
| 美国         | Great Western Bank     | - 西部大银行 - 个人银行，企业银行，以及农业贷款 - 雇员: 1,492 - 约30万客户 - 125家储蓄所，主要美国中西部地区的七个州 - 2011营业额: 澳币$0.88亿                                                     |
| 全球其他业务 | 批发银行               | - 2,889 雇员，分布在澳大利亚、新西兰、亚洲、英国和美国 - 主营业务: 资本市场, 外汇交易, 衍生产品, 项目融资, 信托服务 - 其他项目: 金融机构融资, 工程建设融资, 自然资源投资 - 2011营业额: 澳币$6.61亿 |
| 全球其他业务 | 特别资产服务           | - 環球金融危機后成立 - 处理坏帐 - 2011营业额: 澳币$1.10亿 |
| 全球其他业务 | 其他融资服务           | - 业务包括，在新加坡、香港、孟买、东京等地的融资服务 - 2011营业额：澳币$1.59亿 |